# 2013年亞洲青年運動會跳水比賽
2013年亞洲青年運動會跳水比賽於2013年8月17日至18日於南京奧林匹克體育中心游泳館舉行。

## 獲勝者

### 男子
| 項目      | 金牌                 | 银牌                      | 铜牌                     |
| 3公尺跳板 | 鄭植群 · 中国（CHN） | 黃博文 · 中国（CHN）      | 張天乙 · 中国香港（HKG） |
| 跳台      | 岳琪 · 中国（CHN）   | ZENG Jiajie · 中国（CHN） | RI Hyonju · 朝鲜（PRK）  |

### 女子
| 項目      | 金牌                        | 银牌                         | 铜牌                 |
| 3公尺跳板 | 沈怡 · 中国（CHN）          | 王韋潔 · 中国（CHN）         | 金守志 · 韩国（KOR） |
| 跳台      | SONG Namhyang · 朝鲜（PRK） | LOH Zhiayi · 马来西亚（MAS） | 鄭琪 · 中国（CHN）   |

## 獎牌榜
| 排名 | 国家／地区      | 金牌 | 银牌 | 铜牌 | 總數 |
| ---- | --------------- | ---- | ---- | ---- | ---- |
| 1    | 中国（CHN）     | 3    | 3    | 1    | 7    |
| 2    | 朝鲜（PRK）     | 1    | 0    | 1    | 2    |
| 3    | 马来西亚（MAS） | 0    | 1    | 0    | 1    |
| 4    | 韩国（KOR）     | 0    | 0    | 1    | 1    |
| 4    | 中国香港（HKG） | 0    | 0    | 1    | 1    |
| 總計 | 總計            | 4    | 4    | 4    | 12   |

## 外部連結
- 官方網站